# Divergent (film)
 For alternative betydninger, se Divergent. (Se også artikler, som begynder med Divergent)
Divergent er en amerikansk science fiction actionfilm fra 2014 instrueret af Neil Burger (en), baseret på romanen af samme navn af Veronica Roth. 
Filmen er den første film i Divergent-serien og blev produceret af Lucy Fisher, Pouya Shabazian og Douglas Wick, med manuskript af Evan Daugherty og Vanessa Taylor. Dens rollebesætning består af Shailene Woodley, Theo James, Ashley Judd, Jai Courtney, Ray Stevenson, Zoë Kravitz, Miles Teller, Tony Goldwyn, Maggie Q og Kate Winslet.
Historien foregår i en dystopisk post-apokalyptisk udgave af Chicago, hvor folk er opdelt i forskellige fraktioner baseret på menneskelige dyder. Beatrice Prior bliver advaret om, at hun er anderledes end de andre mennesker og derfor aldrig vil passe ind i nogen som helst af de forskellige fraktioner og erfarer snart, at en skummel plan er under opsejling i hendes tilsyneladende perfekte samfund.

## Rollebesætning
- Shailene Woodley som Beatrice "Tris" Prior
- Theo James som Tobias "Four" Eaton
- Ashley Judd som Natalie Prior
- Jai Courtney som Eric
- Ray Stevenson som Marcus Eaton
- Zoë Kravitz som Christina
- Miles Teller som Peter Hayes
- Tony Goldwyn som Andrew Prior
- Ansel Elgort som Caleb Prior
- Maggie Q som Tori Wu
- Mekhi Phifer som Max
- Kate Winslet som Jeanine Matthews
- Ben Lloyd-Hughes som Will
- Christian Madsen som Al
- Amy Newbold som Molly Atwood